# Khoikhoi

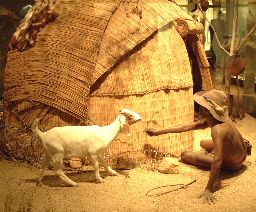
Habitatge tradicional khoikhoi

Els khoikhoi ('humans dels humans') o simplement khoi, antigament anomenats hotentots, nom ja obsolet, són una ètnia nòmada del sud-oest d'Àfrica. Viuen a la zona de l'antiga província del Cap (Sud-àfrica), Botswana i Namíbia. Sembla que aquest poble es va separar dels khoisans i va arribar des del sud a la regió de Namíbia a principis del segle vi.
Els khoikhoi es troben estretament relacionats amb els sans (o boiximans) i junt amb aquests formen el grup dels khoisans. Amb els sans comparteixen, a més dels damara, el mateix llenguatge peculiar d'esclafits que els fa tan característics: el namaqua (o nama), una llengua khoisan. S'usa el nom khoisan per a parlar conjuntament d'ells.
Fa uns segles, els khoikhoi ocupaven un territori més extens en el que era la colònia del Cap. Aquests van ser els habitants amb qui van topar els primers pobladors holandesos en arribar a la zona de la colònia del Cap. Els holandesos els van anomenar hotentots (hottentots), paraula àmpliament usada durant els temps colonials, però considerada pejorativa en els temps actuals car vol dir 'tartamut' en el dialecte holandès del nord que es parlava a l'època entre els colonitzadors.
A un subgrup dels khoikhoi, els nama, els va ser destinat el bantustan de Namaland a Àfrica del Sud-oest (actual Namíbia) durant la fase d'aplicació de les polítiques d'apartheid, quan Sud-àfrica va ocupar i va administrar aquest territori.